# Tiên Lộc
Tiên Lộc là một xã thuộc huyện Tiên Phước, tỉnh Quảng Nam, Việt Nam.
Xã Tiên Lộc có diện tích 12,86 km², dân số năm 1999 là 4101 người, mật độ dân số đạt 319 người/km².